# Unity (Maine)
Unity ist eine Town und ein Census-designated Place im Waldo County des Bundesstaates Maine in den Vereinigten Staaten. Im Jahr 2020 lebten dort 2292 Einwohner in 956 Haushalten auf einer Fläche von 107,12 km².
Der Census-designated Place Unity umfasst innerhalb dieses Gebiets den Ortskern mit einem Gebiet von 1,8 square miles (4,7 km²) und hat ca. 500 Einwohner in 244 Haushalten.

## Geographie
Nach dem United States Census Bureau hat Unity eine Gesamtfläche von 107,12 km², von der 102,05 km² Land sind und 5,08 km² aus Gewässern bestehen.

### Geographische Lage
Unity liegt im Nordwesten des Waldo Countys und grenzt im Westen an das Kennebec County. Der Unity Pond grenzt im Nordosten an das Gebiet. Die bedeutendsten Flüsse sind Twentyfive Mile Stream (der Abfluss von Unity Pond), Sandy Stream und Halfmoon Stream. Weitere namhafte Zuflüsse zu Unity Pond sind Carlton Stream, Meadow Brook und Bithers Brook. Im Unity Pond liegen im Südosten drei kleine Inselchen. Die Oberfläche ist leicht hügelig, der 183 m hohe Quaker Hill ist die höchste Erhebung.
Das Hauptsiedlungsgebiet liegt südlich des Sees, mit dem Unity College südlich des Twentyfive Mile Stream, der dort von Westen nach Osten verläuft und dem Ortsteil Windemere im Norden am Ostufer des Sees.

### Nachbargemeinden
Alle Entfernungen sind als Luftlinien zwischen den offiziellen Koordinaten der Orte aus der Volkszählung 2010 angegeben.
- Norden: Burnham, 13,3 km
- Nordosten: Troy, 14,5 km
- Osten: Thorndike, 10,3 km
- Südosten: Knox, 12,9 km
- Süden: Freedom, 8,9 km
- Südwesten: Albion, Kennebec County, 9,5 km
- Westen: Unity, Kennebec County, Unorganized Territory, Kennebec County, 8,4 km

### Stadtgliederung
In Unity gibt es vier Siedlungsgebiete: Farwells Corner, Quaker Hill, Unity und Windemere.

### Klima
Die mittlere Durchschnittstemperatur in Unity liegt zwischen −7,8 °C (18 °F) im Januar und 20,0 °C (68 °F) im Juli. Damit ist der Ort gegenüber dem langjährigen Mittel der USA um etwa 9 Grad kühler. Die Schneefälle zwischen Oktober und Mai liegen mit bis zu zweieinhalb Metern mehr als doppelt so hoch wie die mittlere Schneehöhe in den USA; die tägliche Sonnenscheindauer liegt am unteren Rand des Wertespektrums der USA.

## Geschichte
Der Ort wurde ursprünglich von Quäkern besiedelt. Zu dieser Zeit hieß das Gebiet Twenty-Five Mile Pond Plantation. Der Name bezog sich auf die Lage eines Teiches, 25 Meilen von Fort Halifax in Winslow entfernt. Anlässlich der Incorporation (Konstituierung als Stadt) 1804 wurde der Name „Unity“ angenommen. 1898 wurde die Village School eröffnet. Sie war bis 1953 in Betrieb, als eine neue Elementary School gebaut wurde.
1996 erwarb die Maine Organic Farmers and Gardeners Association (MOFGA) 200 acre (81 ha) Land in Unity, wo sich heute der Stammsitz befindet. Der Common Ground Country Fair, der von der MOFGA organisiert wird zieht jedes Jahr mehr als 50.000 Besucher in den Ort.
Der Ort ist das Dienstleistungszentrum der nördlichen Region von Waldo County. Bekannt ist der Ort für die Maine Organic Farmers and Gardeners Association, den Common Ground Country Fair (Jahrmarkt) und das Unity College. Es wurde 1965 gegründet, um die Einbußen nach dem Schwinden der Geflügel-Industrie aufzufangen. 2007 war das College der größte Arbeitgeber vor Ort.

### Religion
Im Zeitraum von 2008 bis 2009 zogen acht Familien der Amischen in den Ort. Sie gehören zu den „Michigan Amish Churches“, einer Untergruppe der Amischen, die Fremden gegenüber relativ offen ist.

### Einwohnerentwicklung
| Volkszählungsergebnisse – Town of Unity, Maine | Volkszählungsergebnisse – Town of Unity, Maine | Volkszählungsergebnisse – Town of Unity, Maine | Volkszählungsergebnisse – Town of Unity, Maine | Volkszählungsergebnisse – Town of Unity, Maine | Volkszählungsergebnisse – Town of Unity, Maine | Volkszählungsergebnisse – Town of Unity, Maine | Volkszählungsergebnisse – Town of Unity, Maine | Volkszählungsergebnisse – Town of Unity, Maine | Volkszählungsergebnisse – Town of Unity, Maine | Volkszählungsergebnisse – Town of Unity, Maine |
| Jahr                                           | 1800                                           | 1810                                           | 1820                                           | 1830                                           | 1840                                           | 1850                                           | 1860                                           | 1870                                           | 1880                                           | 1890                                           |
| ---------------------------------------------- | ---------------------------------------------- | ---------------------------------------------- | ---------------------------------------------- | ---------------------------------------------- | ---------------------------------------------- | ---------------------------------------------- | ---------------------------------------------- | ---------------------------------------------- | ---------------------------------------------- | ---------------------------------------------- |
| Einwohner                                      |                                                | 793                                            | 978                                            | 1299                                           | 1457                                           | 1557                                           | 1320                                           | 1201                                           | 1095                                           | 922                                            |
| Jahr                                           | 1900                                           | 1910                                           | 1920                                           | 1930                                           | 1940                                           | 1950                                           | 1960                                           | 1970                                           | 1980                                           | 1990                                           |
| Einwohner                                      | 877                                            | 899                                            | 916                                            | 892                                            | 935                                            | 1014                                           | 983                                            | 1280                                           | 1431                                           | 1817                                           |
| Jahr                                           | 2000                                           | 2010                                           | 2020                                           | 2030                                           | 2040                                           | 2050                                           | 2060                                           | 2070                                           | 2080                                           | 2090                                           |
| Einwohner                                      | 1889                                           | 2099                                           | 2292                                           |                                                |                                                |                                                |                                                |                                                |                                                |                                                |

## Kultur und Sehenswürdigkeiten

### Bauwerke
In Unity wurde ein Bauwerk unter Denkmalschutz gestellt und ins National Register of Historic Places aufgenommen.
- Hezekiah Chase House, 1978 unter der Register-Nr. 78000202.[10]

## Wirtschaft und Infrastruktur

### Verkehr
Unity wird von den State Routes Maine State Route 9, Maine State Route 220, Maine State Route 139 und der US route U.S. Route 202 durchquert.
Die Bahnstrecke Burnham Junction–Belfast führt durch den Ort. Ausgehend von Unity wird dort Personenverkehr für Ausflügler angeboten.

### Öffentliche Einrichtungen
Es gibt keine medizinische Einrichtungen in Unity. Die nächstgelegenen befinden sich in Pittsfield und Waterville.
Die Dorothy Webb Quimby Library ist dem Unity College angegliedert.

### Bildung
Unity gehört mit Brooks, Freedom, Jackson, Knox, Liberty, Monroe, Montville, Thorndike, Troy, und Waldo den RSU 3 School District.
Im Schulbezirk werden folgende Schulen angeboten:
- Monroe Elementary School in Monroe
- Morse Memorial Elementary School in Brooks
- Mount View Elementary in Thorndike
- Mount View Middle School in Thorndike
- Mount View High School in Thorndike
- Troy Elementary in Troy
- Unity School in Unity
- Walker Elementary in Liberty

## Persönlichkeiten

### Söhne und Töchter der Stadt
- Nathan A. Farwell (1812–1893), Politiker
- Walter M. Brackett (1823–1919), Maler
- George Colby Chase (1844–1919), zweiter Präsident von Bates College

### Persönlichkeiten, die vor Ort gewirkt haben
- Samuel P. Benson (1804–1876), Politiker und Rechtsanwalt
- Gail M. Chase (* 1974), Politikerin und Maine State Auditor